# Maurerische Trauermusik
Maurerische Trauermusik, K. 477 (tiếng Việt: Âm nhạc tang lễ hội Tam điểm) là bản nhạc cho dàn nhạc trong cung Đô thứ của nhà soạn nhạc vĩ đại người Áo Wolfgang Amadeus Mozart. Tác phẩm được viết vào năm 1785 với quyền hạn là thành viên của hội Tam điểm và được trình diễn lần đầu vào ngày 17 tháng 11 cùng năm.